# مضخة الكالسيوم
مضخة الكالسيوم هي مجموعة من النواقل الأيونية توجد في الغشاء الخلوي للخلايا الحيوانية. وهي مسؤولة عن النقل النشط للكالسيوم خارج الخلية للحفاظ على مستوى الكالسيوم في الغشاء. مضخة الكالسيوم تلعب دور مهم في تأشير الخلية عن طريق حفظ تركيز الكالسيوم داخل الخلية تقريبا 10000 مرات أقل من تركيزه في داخلها، عدم القيام بذلك يسبب تشنجات العضلات.
مضخة الكالسيوم الغشائية البلازمية ومبادل الصوديوم-الكالسيوم هما معًا المنظمين الرئيسيين لتركيزات الكالسيوم السيتوبلازمية.

## الدور البيولوجي
يحتوي{\displaystyle {\ce {Ca^2+}}} على العديد من الأدوار المهمة كرسول داخل الخلايا. يمكن أن يؤدي إطلاق كمية كبيرة من{\displaystyle {\ce {Ca^2+}}} إلى إطلاق بويضة مخصبة للتطور، وخلايا العضلات الهيكلية للتقلص، والإفراز بواسطة الخلايا الإفرازية والتفاعلات مع{\displaystyle {\ce {Ca^2+}}} -البروتينات المستجيبة مثل الكالموديولين. وللحفاظ على تركيزات منخفضة من{\displaystyle {\ce {Ca^2+}}} الحر في العصارة الخلوية، تستخدم الخلايا مضخات غشائية مثل أتيباز الكالسيوم الموجود في أغشية شبكة هيولية عضلية في العضلة الهيكلية. هذه المضخات ضرورية لتوفير التدرج الكهروكيميائي الحاد الذي يسمح لـ{\displaystyle {\ce {Ca^2+}}} بالاندفاع إلى العصارة الخلوية عندما تفتح إشارة التحفيز قنوات{\displaystyle {\ce {Ca^2+}}} في الغشاء. المضخات ضرورية أيضاً لضخّ{\displaystyle {\ce {Ca^2+}}} بفعالية من السيتوبلازم وإرجاع الخلية إلى حالتها السابقة للإشارة.

## بنية البلورات في مضخات الكالسيوم
اُكتشفت مضخات الكالسيوم الموجودة في شبكة العضلة الهيكلية في عام 2000 من قبل تويوشيما، وآخرون. باستخدام الميكروسكوب من بلورات أنبوبي والبلورات الدقيقة 3D. تحتوي المضخة على كتلة جزيئية تبلغ 110.000 دالتون، وتُظهر ثلاثة اغشية بينية بشكل جيد، مع غشاء بيني يتألف من عشرة خيوط ألفا مع غشاءين{\displaystyle {\ce {Ca^2+}}}

## الآلية
النظرية الكلاسيكية للنقل النشط لـنوع -بي أتيباز:
| E1 →             | (2H+ out, 2Ca2+ in)→ | E1⋅2Ca2+ →                 | E1⋅ ATP          |
| ↑                |                      |                            | ↓                |
| E2               |                      |                            | E1⋅ADP           |
| ↑(Pi في الخارج ) |                      |                            | ↓(ADP في الخارج) |
| E2⋅Pi            | ← E2P                | ←(2H+ in, 2Ca2+ في الخارج) | ← E1P            |

بيانات من دراسات البلورية التي أجراها تشيكاشي تويوشيما مطبقة على الدورة المذكورة أعلاه:
1. ارتباط الكالسيوم: ترتبط أيونات الكالسيوم بالمضخة.
2. فتح القناة الخلوية: تفتح المضخة قناتها للسماح بتبادل أيونات الكالسيوم.
3. ارتباط أدينوسين ثلاثي الفوسفات: يرتبط جزيء أدينوسين ثلاثي الفوسفات بالمضخة.
4. تحويل الطاقة: يستخدم أدينوسين ثلاثي الفوسفات لتحويل الطاقة اللازمة لنقل أيونات الكالسيوم.
5. تحرك الأجزاء البروتينية: تتحرك أجزاء مختلفة من البروتين لتسهيل حركة أيونات الكالسيوم.
6. إطلاق الكالسيوم: تُطلق أيونات الكالسيوم إلى الجانب الآخر من الغشاء الخلوي.

1. عودة المضخة إلى حالتها الأصلية: تعود المضخة إلى حالتها الأصلية لتبدأ دورة جديدة.